# Jenna Hagglund
Jenna Hagglund (ur. 28 maja 1989 r. w New Brunswick) – amerykańska siatkarka, reprezentantka kraju, rozgrywająca. Od sezonu 2015/2016 była zawodniczką Unedo Yamamay Busto Arsizio.

## Sukcesy klubowe
Mistrzostwo Austrii:
- 2012

Puchar Niemiec:
- 2014

## Sukcesy reprezentacyjne
Puchar Panamerykański:
- 2013, 2015

Grand Prix:
- 2013

Mistrzostwa Ameryki Północnej:
- 2013

Puchar Wielkich Mistrzyń:
- 2013

Volley Masters Montreux:
- 2014

Igrzyska Panamerykańskie:
- 2015